# Shortfin Barracuda
Il progetto di sottomarino SMX-Ocean della DCNS fu presentato nell'ottobre 2014 in occasione del salone Euronaval. Questo disegno discende direttamente dal programma Barracuda che ha dato la nascita alla classe Suffren. 

Nel 2016 tale progetto fu selezionato dall'Australia nel quadro del programma SEA1000 col nome di Shortfin Barracuda Block 1A salvo poi essere annullato nel 2021 a causa degli enormi ritardi dello stesso.

## Future Submarine Programme
Nel 2007, il governo australiano annuncia il Future Submarine Program (SEA1000) per la sostituzione dei sottomarini della classe Collins – 6 sottomarini entrati in servizio tra il 1996 e il 2003 – derivati dalla classe Västergötland, della quale sono una versione ingrandita.
Nel 2009, il Defending Australia in the Asia Pacific Century: Force 2030 stabilisce che questi 6 sottomarini saranno sostituiti da 12 nuovi sottomarini, di un tonnellaggio di almeno 4.000 tonnellate, capaci di lanciare (anche in immersione) missili da crociera antinave e verso la terraferma e capaci di svolgere missioni di sorveglianza e intelligence.
I sottomarini presi in considerazione per questa selezione furono:
- una versione ingrandita della classe U-214 tedesca da realizzare appositamente per questa selezione e denominata classe U-216;
- la classe Soryu (sottomarino) giapponese, già in servizio nella Kaijō Jieitai e che era favorita;
- una versione ingrandita della classe Scorpène francese – o una versione denuclearizzata della classe Suffren – da realizzare appositamente per questa selezione e denominata Shortfin Barracuda Block 1A;
- la classe S-80 spagnola, già in servizio nella Armada Española, che però fu rapidamente scartata;
- una versione evoluta della classe Collins – o una versione ingrandita del progetto A26 – che però fu rapidamente scartata.

Il 26 aprile 2016, il primo ministro australiano Malcolm Turnbull annuncia ufficialmente, davanti ai cantieri navali di Adelaide, che 12 Shortfin Barracuda saranno costruiti in Australia, dalla DCNS Australia – una sussidiaria della DCNS –, per sostituire la classe Collins.
Il 13 dicembre 2018, la Royal Australian Navy annunciò l’accordo con Naval Group per l’acquisizione di sottomarini che sarebbe stata denominata classe Attack (dal nome dell’unità capofila HMAS Attack). Tuttavia, tale accordo è stato unilateralmente rescisso dall’Australia il 15 settembre 2021 con l’annuncio della creazione dell’AUKUS.